# دومینگوئز ۲۲۶۸۵
سیارک ۲۲۶۸۵ (به انگلیسی: 22685 Dominguez، نامگذاری:1998QL51) بیست و دو هزار و ششصد و هشتاد و پنجمین سیارک کشف شده‌است که در ۱۷ اوت ۱۹۹۸ کشف شد.
قدر مطلق سیارک برابر ۲۰.۴ است.